# 포티 (조지아)
포티(조지아어: ფოთი, Poti)는 조지아 서부 사메그렐로제모스바네티주의 도시로, 흑해 동부 연안에 위치한 도시이다. 인구는 41,465명(2014년 기준)이다. 조지아 해군 사령부가 있는 곳이기도 하다.

## 자매 도시
- 카자흐스탄 악타우

## 같이 보기
- 사메그렐로제모스바네티주